# Mont Harkness
Pour les articles homonymes, voir Harkness.
Le mont Harkness (en anglais : Mount Harkness) est un sommet de la chaîne des Cascades, aux États-Unis. Il culmine à 2 452 mètres d'altitude dans le comté de Plumas, en Californie. Il est protégé au sein de la Lassen Volcanic Wilderness, dans le parc national volcanique de Lassen.